# 福山雅治と荘口彰久の「地底人ラジオ」
『福山雅治と荘口彰久の「地底人ラジオ」』（ふくやままさはるとそうぐちあきひさのちていじんラジオ）は、2018年4月1日から渋谷のラジオの他、一部のJRN・NRN系列などで放送されているラジオ番組である。住友ゴム工業（ダンロップ）の一社提供（一部局のみ）。
パーソナリティーは福山雅治、荘口彰久、DSP（アミューズの（D）デジタル（S）ストラテジー（P）プランナー）。スタッフは放送作家の今浪祐介。

## 概要
コミュニティFM渋谷のラジオにて実験的に放送した「BROS.TV×渋谷のラジオ」の好評を受けて、2017年5月に『福山雅治と荘口彰久の「地底人ラジオ（仮）」』（ふくやままさはるとそうぐちあきひさのちていじんラジオかっこかり）が放送を開始した。
2018年4月、渋谷のラジオの開局2周年を記念して放送された特別番組『2周年です、ハチ公前広場から、渋谷のラジオ 87.6MHz』内にて「（仮）」が取れ、正式に『福山雅治と荘口彰久の「地底人ラジオ」』として放送することが発表された。また、同時期には、福山の出身地である長崎県を放送エリアとする長崎放送（ラジオ佐賀も含む）でのネットも開始。以降も順次各地の放送局でネットを開始しており、コミュニティラジオ局を発局としながらも全国ネットを形成している。
また、2017年12月よりラジオクラウド、2020年2月より福山の公式YouTubeチャンネル、同年10月よりAudeeでの配信も行っている。ただし、これらの配信では、BGMやオンエア楽曲が完全にカットされている。
（仮）時代、当初は福山と荘口の録り下ろしトークと福山のファンクラブ会員向けコンテンツを放送していたが、2017年末より「さくらがおか学長のラジオセルフィ―」を開始。福山のコンサートツアー、ドラマ・映画収録、海外ロケなどに密着する模様を中心に放送している。
2020年10月より、放送時間が毎週日曜 22:00から毎週土曜 22:00へ変更。同時にAbema RADIO、NBC、HBC、RKK、RKB、SBS、OBS、rfc、MBCは渋谷のラジオと同時刻でのネットとなり、これに併せてオープニングテーマ曲にかつて福山と荘口が出演していた「福山雅治のオールナイトニッポンサタデースペシャル・魂のラジオ」でも使用していたラモーンズの「Do You Remember Rock'N'Roll Radio?」を採用。これ以前からエンディングの「ばいバイク」「ばいバイセコー」のやり取りもあるなど、実質「魂のラジオ」の後継番組としての色合いがより濃くなっている。
2021年4月3日から2022年12月31日までJFNの特別加盟局であり、首都圏を放送エリアとするinterfmが時差ネットで放送されていた。渋谷のラジオの放送エリアである渋谷区周辺では一時期、地上波で同一番組が2回聴取出来る状態となっていた。
2021年6月に発表された、「リスナーが本気で選んだラジオ番組最強番付2021」俳優・アーティスト部門で1位を獲得した。

## 放送局
- 以下の表は2025年4月現在。番組公式サイトに準じた記載である[6]。
- 同時ネット→遅れ時間の短い順に記載。

| 放送対象地域                  | 放送局                        | 系列     | 放送時間                          | 放送期間         | 備考             |
| ----------------------------- | ----------------------------- | -------- | --------------------------------- | ---------------- | ---------------- |
| 渋谷区全域 港区・新宿区の一部 | 渋谷のラジオ                  | JCBA     | 毎週土曜 22:00 - 23:30            | 2018年4月1日 -   | 制作局           |
| 長崎県・佐賀県                | 長崎放送（NBC） NBCラジオ佐賀 | JRN・NRN | 毎週土曜 22:00 - 23:30            | 2018年4月7日 -   | 福山の出身地     |
| 北海道                        | HBCラジオ                     | JRN・NRN | 毎週土曜 22:00 - 23:30            | 2018年10月6日 -  | [ 7 ] [ 8 ]      |
| 熊本県                        | 熊本放送（RKK）               | JRN・NRN | 毎週土曜 22:00 - 23:30            | 2018年10月6日 -  | 荘口の出身地     |
| 福岡県                        | RKBラジオ                     | JRN      | 毎週土曜 22:00 - 23:30            | 2018年10月12日 - | [ 7 ] [ 注釈 4 ] |
| 福島県                        | ラジオ福島（rfc）             | JRN・NRN | 毎週土曜 22:00 - 23:30            | 2019年4月6日 -   |                  |
| 大分県                        | 大分放送（OBS）               | JRN・NRN | 毎週土曜 22:00 - 23:30            | 2019年4月6日 -   |                  |
| 宮崎県                        | 宮崎放送（mrt）               | JRN・NRN | 毎週土曜 22:00 - 23:30            | 2019年10月5日 -  | [ 注釈 5 ]       |
| 富山県                        | 北日本放送（KNB）             | JRN・NRN | 毎週土曜 22:00 - 23:30            | 2019年10月6日 -  | [ 注釈 6 ]       |
| 鹿児島県                      | 南日本放送（MBC）             | JRN・NRN | 毎週土曜 22:00 - 23:30            | 2020年4月4日 -   |                  |
| 岡山県                        | RSK山陽放送（RSK）            | JRN・NRN | 毎週土曜 22:00 - 23:30            | 2020年4月4日 -   | [ 注釈 7 ]       |
| 山梨県                        | 山梨放送（YBS）               | JRN・NRN | 毎週土曜 22:00 - 23:30            | 2020年10月4日 -  | [ 注釈 8 ]       |
| 宮城県                        | 東北放送（tbc）               | JRN・NRN | 毎週土曜 22:00 - 23:30            | 2021年10月2日 -  | [ 9 ]            |
| 新潟県                        | 新潟放送（BSN）               | JRN・NRN | 毎週土曜 22:00 - 23:30            | 2021年10月3日 -  | [ 注釈 9 ]       |
| 栃木県                        | 栃木放送（CRT）               | NRN      | 毎週土曜 23:30 - 翌1:00           | 2025年4月5日 -   |                  |
| 山口県                        | 山口放送（KRY）               | JRN・NRN | 毎週日曜 13:00 - 14:30            | 2022年10月2日 -  | [ 10 ]           |
| 兵庫県                        | ラジオ関西                    | 独立局   | 毎週日曜 15:00 - 16:30            | 2022年4月3日 -   |                  |
| 高知県                        | 高知放送（RKC）               | JRN・NRN | 毎週日曜 22:30 - 翌0:00           | 2022年10月2日 -  | [ 11 ]           |
| 近畿広域圏                    | MBSラジオ                     | JRN・NRN | 毎週火曜 1:05 - 2:35 （月曜深夜） | 2019年1月3日 -   | [ 注釈 11 ]      |
| 広島県                        | 中国放送（RCC）               | JRN・NRN | 毎週日曜 21:30 - 23:00            | 2020年4月3日 -   | [ 注釈 12 ]      |
| 香川県                        | 西日本放送（RNC）             | JRN・NRN | 毎週土曜 19:30 - 21:00            | 2021年4月3日 -   |                  |
| 長野県                        | 信越放送（SBC）               | JRN・NRN | 毎週土曜 20:00 - 21:30            | 2019年4月6日 -   |                  |
| 福井県                        | 福井放送（FBC）               | JRN・NRN | 毎週土曜 21:30 - 23:00            | 2023年4月1日 -   | [ 注釈 13 ]      |

### 過去の放送局
| 放送対象地域 | 放送局            | 系列       | 放送時間                          | 放送期間                      | 備考        |
| ------------ | ----------------- | ---------- | --------------------------------- | ----------------------------- | ----------- |
| 石川県       | 北陸放送（MRO）   | JRN・NRN   | 毎週金曜 22:00 - 23:30            | 2019年4月5日 - 2022年3月25日  | [ 12 ]      |
| 静岡県       | 静岡放送（SBS）   | JRN・NRN   | 毎週土曜 22:00 - 23:30            | 2019年4月6日 - 2022年3月26日  |             |
| 日本全域     | ABEMA RADIO       | ネット配信 | 毎週土曜 22:00 - 23:30            | 2019年4月7日 - 2022年12月31日 | [ 注釈 15 ] |
| 首都圏       | interfm           | JFN        | 毎週日曜 0:00 - 1:30 （土曜深夜） | 2021年4月4日 - 2022年12月31日 | [ 15 ]      |
| 中京広域圏   | CBCラジオ         | JRN        | 毎週土曜 22:00 - 23:30            | 2022年4月2日 - 2025年3月29日  |             |
| 沖縄県       | ラジオ沖縄（ROK） | NRN        | 毎週土曜 22:00 - 23:30            | 2021年10月2日 - 2025年3月29日 |             |

## 関連番組
- 福山雅治のオールナイトニッポンサタデースペシャル・魂のラジオ - 福山と荘口（2004年まではニッポン放送のアナウンサー）はこの番組にも共演していた。